# Årdala landskommun
Årdala landskommun var en tidigare kommun i Södermanlands län.

## Administrativ historik
Den 1 januari 1863, när kommunalförordningarna började tillämpas, skapades över hela riket cirka 2 500 kommuner, varav 89 städer, 8 köpingar och resten landskommuner. Då inrättades i Årdala socken i Villåttinge härad i Södermanland denna kommun.
1952 genomfördes den första av 1900-talets två genomgripande kommunreformer i Sverige. Landskommunen gick då upp i Sparreholms landskommun som 1965 gick upp i Flens stad som 1971 ombildades till Flens kommun.

## Politik

### Mandatfördelning i Årdala landskommun 1938-1946
| 1 | 16 |

| 17 |

| 17 |

| 17 |

| 17 |

| 15 |